# Forsterygion flavonigrum
Forsterygion flavonigrum es una especie de pez de la familia Tripterygiidae en el orden de los Perciformes.

## Morfología
• Los machos pueden llegar alcanzar los 5 cm de longitud total.

## Reproducción
Los machos  pueden ser territoriales durante la temporada de reproducción.

## Alimentación
Come anfípodos y larvas de poliquetos.

## Hábitat
Es un pez de mar y de clima templado y demersal que vive entre 4-110 m de profundidad.

## Distribución geográfica
Se encuentran en Nueva Zelanda.

## Observaciones
Es inofensivo para los humanos.